# 1219 (szám)
Az 1219 (római számmal: MCCXIX) az 1218 és 1220 között található természetes szám.

## A szám a matematikában
A tízes számrendszerbeli 1219-es a kettes számrendszerben 10011000011, a nyolcas számrendszerben 2303, a tizenhatos számrendszerben 4C3 alakban írható fel.
Az 1219 páratlan szám, összetett szám, félprím. Kanonikus alakja 231 · 531, normálalakban az 1,219 · 103 szorzattal írható fel. Négy osztója van a természetes számok halmazán, ezek növekvő sorrendben: 1, 23, 53 és 1219.
Középpontos háromszögszám.
Az 1219 ötven szám valódiosztó-összegeként áll elő, ezek közül legkisebb az 5117.

## Csillagászat
- 1219 Britta kisbolygó